# Степановићево
Степановићево је насеље у општини Нови Сад, у Јужнобачком округу, у Србији. Према попису из 2022. било је 1848 становника. Место је основано 1920—1924. године.

## Географски положај
Место се налази у Јужнобачком округу, 25 km од Новог Сада.

## Образовање
У Степановићеву се налази Основна школа Алекса Шантић.

## Саобраћај
Степановићево је повезано са Новим Садом аутобуском линијом ГСП-а 43, као и, преко приватних превозника, са Врбасом, Кулом, Србобраном, итд.
Кроз место пролази железничка пруга.

## Спорт
У Степановићеву постоји фудбалски Клуб Омладинац, који је члан Подручне лиге Новог Сада.
У месту је активан џудо клуб Омладинац, као и шаховски клуб Добровољац.

## Црква светог великомученика Лазара Косовског
Темељи храма Светог великомученика Лазара Косовског изливени су 10.7.1989. а освећени 16.7.1989. Овај чин су обавили Његово преосвештенство владика шумадијски г.Сава и Његово преосвештенство Владика сремски г. Василије. 1.4.1990. је одржана прва литургија и подигнут је велики крст на главној куполи.
У част и помен Светог великомученика Лазара, за црквену и сеоску славу одређен је Видовдан 28. јуна.

## Демографија
У насељу Степановићево живи 1776 пунолетних становника, а просечна старост становништва износи 40,6 година (39,0 код мушкараца и 42,0 код жена). У насељу има 682 домаћинства, а просечан број чланова по домаћинству је 3,25.
Ово насеље је великим делом насељено Србима (према попису из 2002. године).
|  |

| Демографија | Демографија | Демографија |
| Година      | Становника  | Становника  |
| ----------- | ----------- | ----------- |
| 1948.       | 1.965       |             |
| 1953.       | 1.916       |             |
| 1961.       | 2.169       |             |
| 1971.       | 2.188       |             |
| 1981.       | 2.096       |             |
| 1991.       | 2.020       | 2.005       |
| 2002.       | 2.214       | 2.247       |

| Етнички састав према попису из 2002.‍ | Етнички састав према попису из 2002.‍ | Етнички састав према попису из 2002.‍ | Етнички састав према попису из 2002.‍ | Етнички састав према попису из 2002.‍ |
| ------------------------------------ | ------------------------------------ | ------------------------------------ | ------------------------------------ | ------------------------------------ |
|                                      |                                      |                                      |                                      |                                      |
| Срби                                 | Срби                                 |                                      | 2.117                                | 95,61%                               |
| Југословени                          | Југословени                          |                                      | 19                                   | 0,85%                                |
| Словаци                              | Словаци                              |                                      | 14                                   | 0,63%                                |
| Мађари                               | Мађари                               |                                      | 9                                    | 0,40%                                |
| Црногорци                            | Црногорци                            |                                      | 8                                    | 0,36%                                |
| Хрвати                               | Хрвати                               |                                      | 7                                    | 0,31%                                |
| Чеси                                 | Чеси                                 |                                      | 1                                    | 0,04%                                |
| Украјинци                            | Украјинци                            |                                      | 1                                    | 0,04%                                |
| Русини                               | Русини                               |                                      | 1                                    | 0,04%                                |
| Немци                                | Немци                                |                                      | 1                                    | 0,04%                                |
| Македонци                            | Македонци                            |                                      | 1                                    | 0,04%                                |
| Буњевци                              | Буњевци                              |                                      | 1                                    | 0,04%                                |
| непознато                            | непознато                            |                                      | 18                                   | 0,81%                                |

| Година пописа     | 1948. | 1953. | 1961. | 1971. | 1981. | 1991. | 2002. |
| ----------------- | ----- | ----- | ----- | ----- | ----- | ----- | ----- |
| Број домаћинстава | 479   | 468   | 639   | 619   | 622   | 628   | 682   |

| Број чланова      | 1   | 2   | 3   | 4   | 5  | 6  | 7  | 8 | 9 | 10 и више | Просек |
| ----------------- | --- | --- | --- | --- | -- | -- | -- | - | - | --------- | ------ |
| Број домаћинстава | 109 | 153 | 113 | 161 | 88 | 40 | 11 | 4 | 3 | 0         | 3,25   |

| Пол    | Укупно | Неожењен/Неудата | Ожењен/Удата | Удовац/Удовица | Разведен/Разведена | Непознато |
| ------ | ------ | ---------------- | ------------ | -------------- | ------------------ | --------- |
| Мушки  | 891    | 285              | 553          | 36             | 17                 | 0         |
| Женски | 968    | 199              | 562          | 180            | 25                 | 2         |
| УКУПНО | 1.859  | 484              | 1.115        | 216            | 42                 | 2         |

| Пол    | Укупно                    | Пољопривреда, лов и шумарство | Рибарство                            | Вађење руде и камена | Прерађивачка индустрија       |
| ------ | ------------------------- | ----------------------------- | ------------------------------------ | -------------------- | ----------------------------- |
| Мушки  | 359                       | 54                            | 0                                    | 2                    | 102                           |
| Женски | 314                       | 32                            | 0                                    | 4                    | 94                            |
| УКУПНО | 673                       | 86                            | 0                                    | 6                    | 196                           |
| Пол    | Производња и снабдевање   | Грађевинарство                | Трговина                             | Хотели и ресторани   | Саобраћај, складиштење и везе |
| Мушки  | 15                        | 45                            | 43                                   | 11                   | 37                            |
| Женски | 1                         | 4                             | 52                                   | 2                    | 10                            |
| УКУПНО | 16                        | 49                            | 95                                   | 13                   | 47                            |
| Пол    | Финансијско посредовање   | Некретнине                    | Државна управа и одбрана             | Образовање           | Здравствени и социјални рад   |
| Мушки  | 4                         | 7                             | 10                                   | 7                    | 7                             |
| Женски | 11                        | 9                             | 11                                   | 26                   | 43                            |
| УКУПНО | 15                        | 16                            | 21                                   | 33                   | 50                            |
| Пол    | Остале услужне активности | Приватна домаћинства          | Екстериторијалне организације и тела | Непознато            | Непознато                     |
| Мушки  | 6                         | 0                             | 0                                    | 9                    | 9                             |
| Женски | 10                        | 0                             | 0                                    | 5                    | 5                             |
| УКУПНО | 16                        | 0                             | 0                                    | 14                   | 14                            |